# Frank Stella
Frank Philip Stella (Malden, 12 de maio de 1936 – Nova Iorque, 4 de maio de 2024) foi um artista plástico contemporâneo norte-americano. Seu trabalho abrange pintura, objetos, arte gráfica e projetos arquitetônicos.

## Biografia
Iniciou seus estudos artísticos na Phillips Academy e na Universidade de Princeton, vendo-se influenciado pelas obras de Noland, especialmente por seus quadros recortados que estavam pintados com cores planas ou bandas monocromáticas. Acabaram se conhecendo na exposição "Sixteen Americans" que organizou no MOMA em 1959. Ao renunciar ao expressionismo abstrato, Stella converteu-se desde a década de 1960 num dos máximos representantes da abstração geométrica e construtivista que preludia a arte minimalista.
Suas pinturas-relevo ocuparam um papel fundamental no desenvolvimento da vanguarda norte-americana. A partir de 1958, com seus Black Paintings, converte-se num dos maiores representantes da chamada nova abstração, antecedente direto do minimalismo. Foi um dos criadores e promotores do hard edge, e do desenvolvimento do shaped canvas ou pintura de marco recortado. Seus quadros-objetos e suas pinturas-relevo ocuparam um papel fundamental no desenvolvimento da neo-vanguarda norte-americana e internacional.

### Exposições
Em 1960, apresentou sua primeira mostra individual na Galeria Leio Castelli de Nova York. Em 1962 exibiu numa mostra coletiva no Whitney Museum de Nova York e em 1963 foi nomeado artista residente em Dartmouth College (New Hampshire).
Entre outras tantas exposições coletivas que se realizaram durante a década de 60, Stella participou em algumas das mais importantes, relacionadas com a nova abstração e a arte minimalista, como por exemplo, Toward a New Abstraction (Jewish Museum, NY, 1963) ou Systemic Painting (Guggenheim Museum, NY, 1966). Já em 1964 tinha participado da XXXII Bienal de Veneza e em 1965 da VIII Bienal de São Paulo com outros artistas norte-americanos. Também em 65, participa do Prêmio Internacional Torcuato Dei Tella, em Buenos Aires, com três de suas pinturas de marcos recortados. Em 1968 faz parte do IV Documenta em Kassel com as gravuras feitos em Gemini GEL junto ao maestro impressor Kenneth Tyler, com quem seguirá trabalhando até a atualidade. Em 1969 expõe no Metropolitan Museum of Art de Nova York. Em 2010, participou pela primeira vez com uma peça na SPArte, a convite da Almacen Galeria, apresentando um trabalho da série Bali, Poera.

### Morte
Stella morreu em 4 de maio de 2024, aos 87 anos, em Manhattan, Nova Iorque.

## Galeria

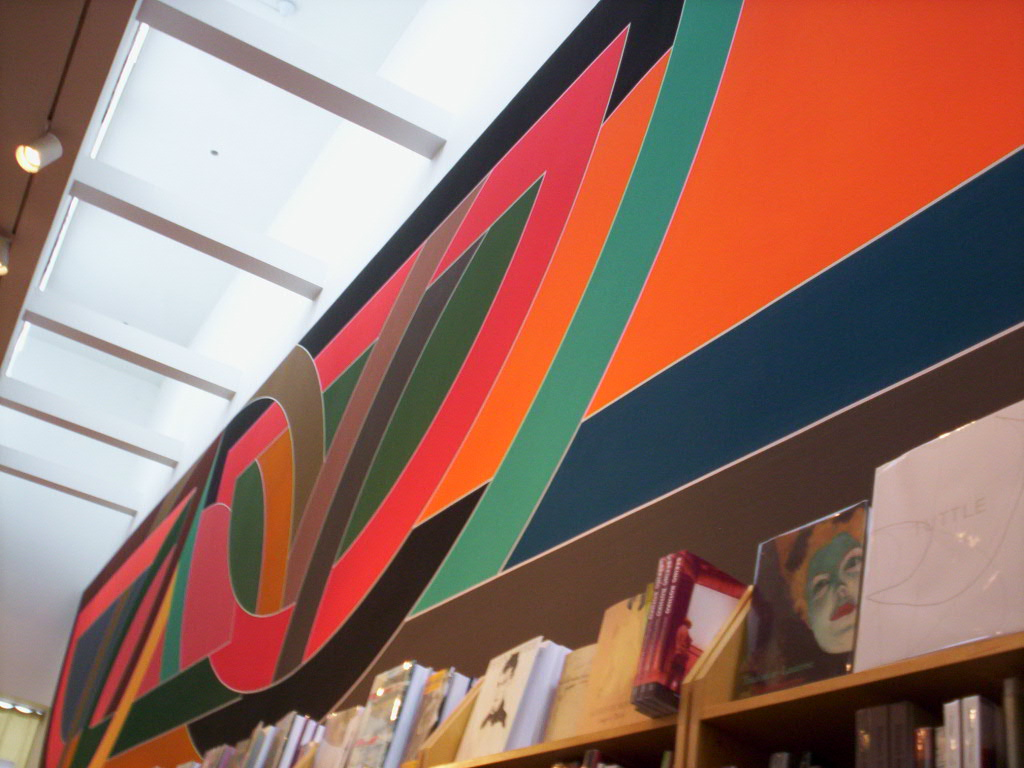
Frank Stella, mural na 'David Mirvish Books', 1974; Em Toronto
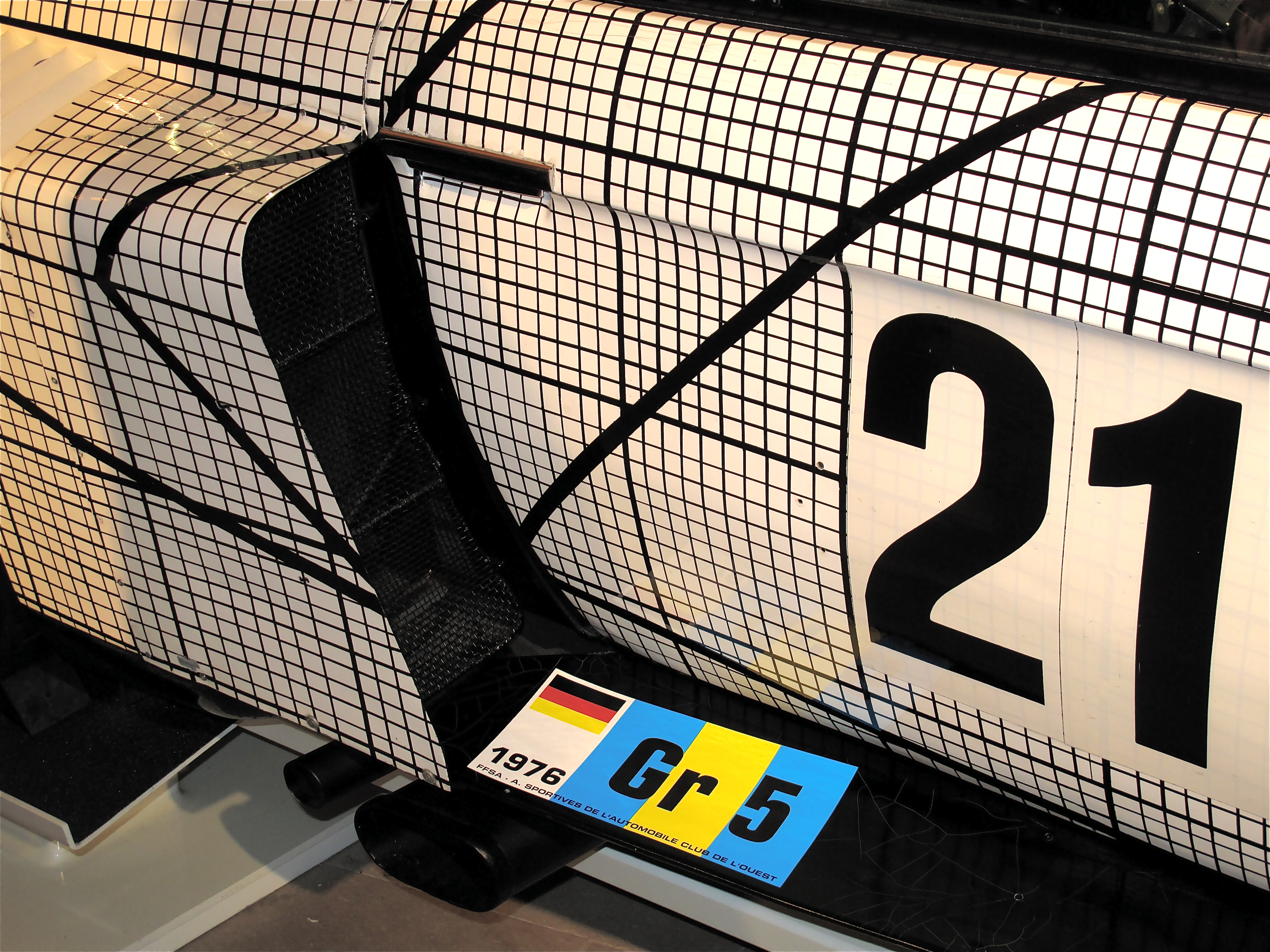
Stella, detalhe da pintura do carro BMW 3.0 CLS, 1976
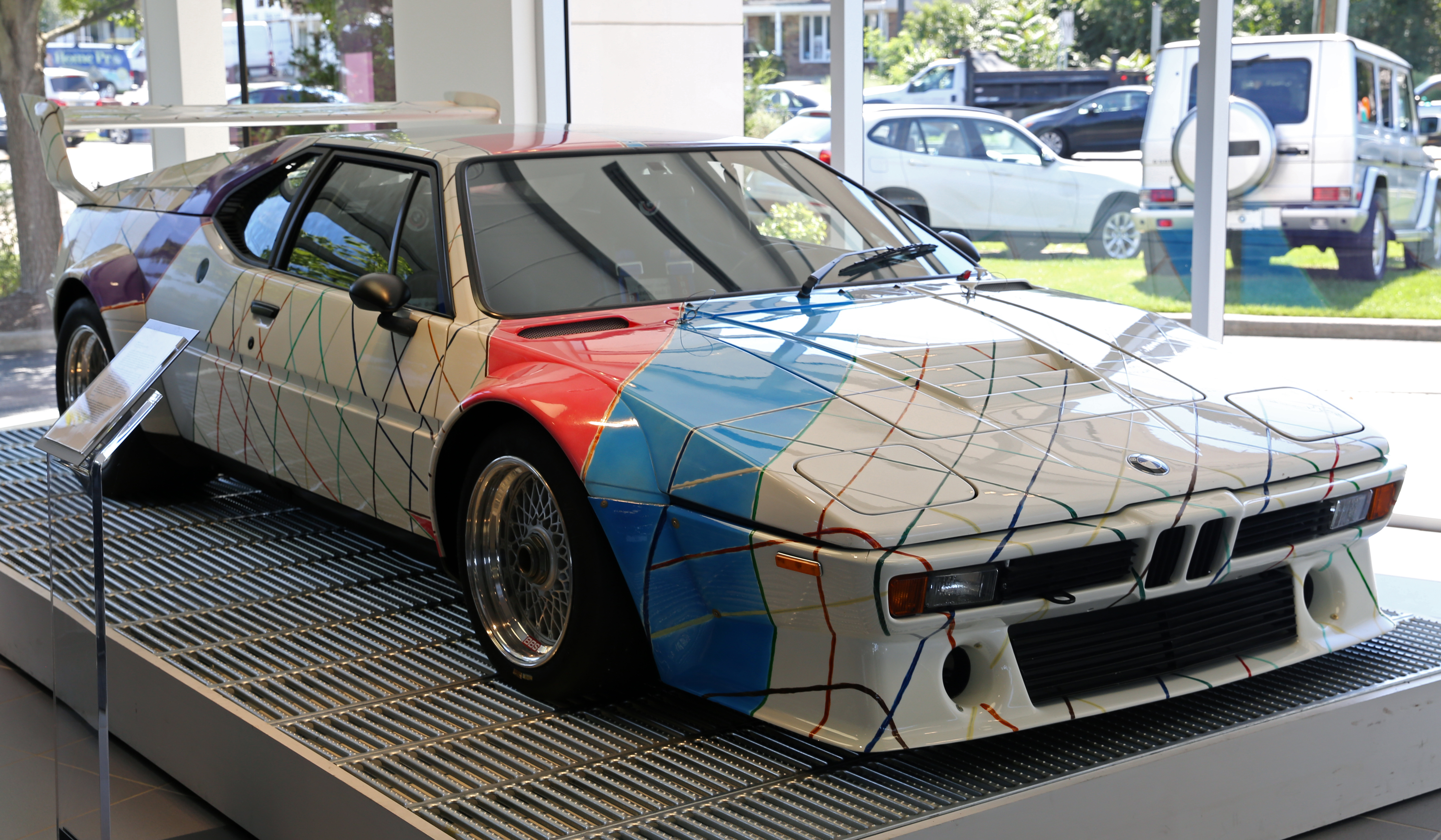
Stella, pintura de carro BMW M1 Pro, 1979; encomendado por Peter Gregg
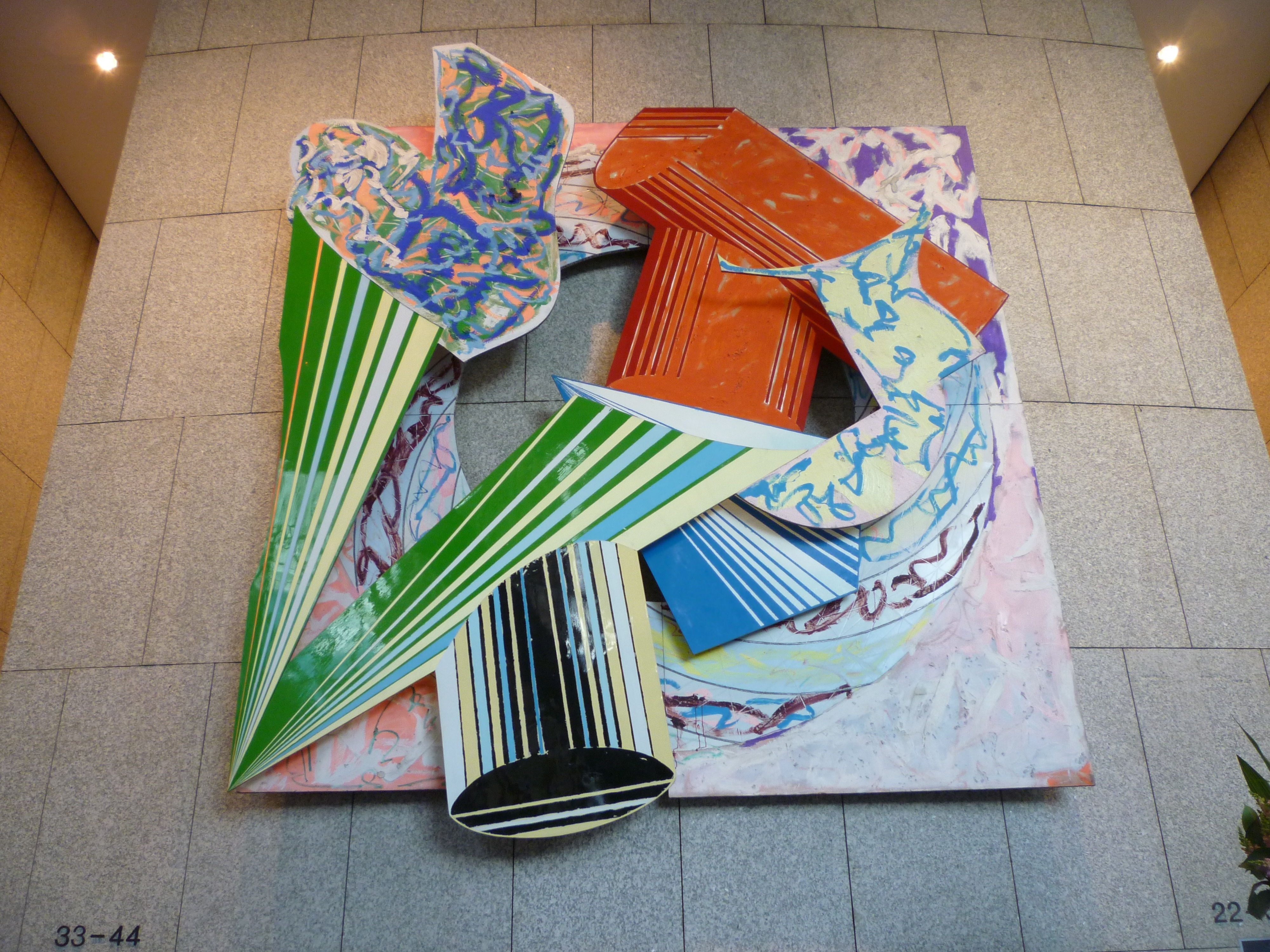
Stella, Cones e Pilares, parte 2., c. 1984; pintura
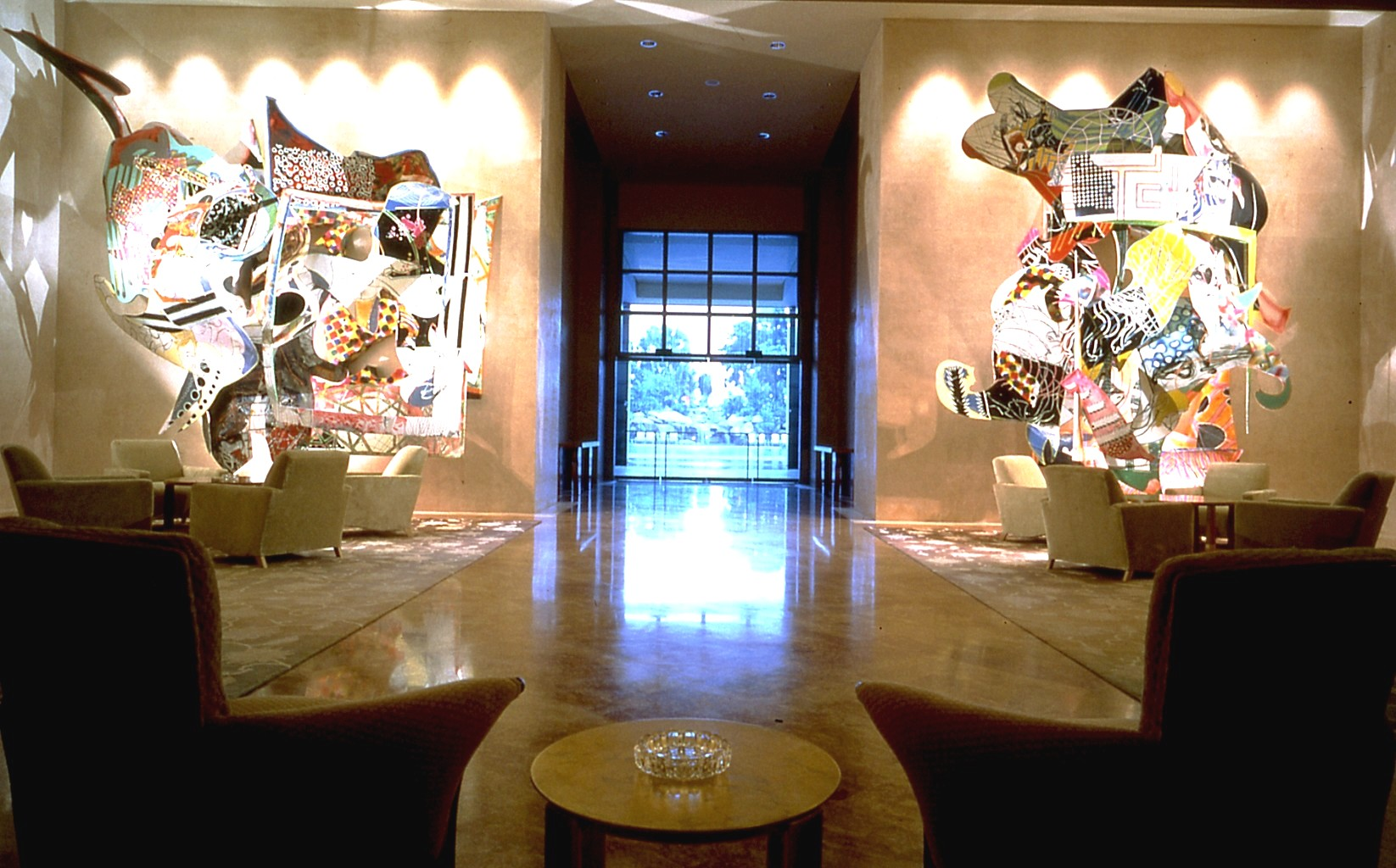
Stella, Moby Dick, 1991–1993; relevo de parede no The Ritz-Carlton, Singapura
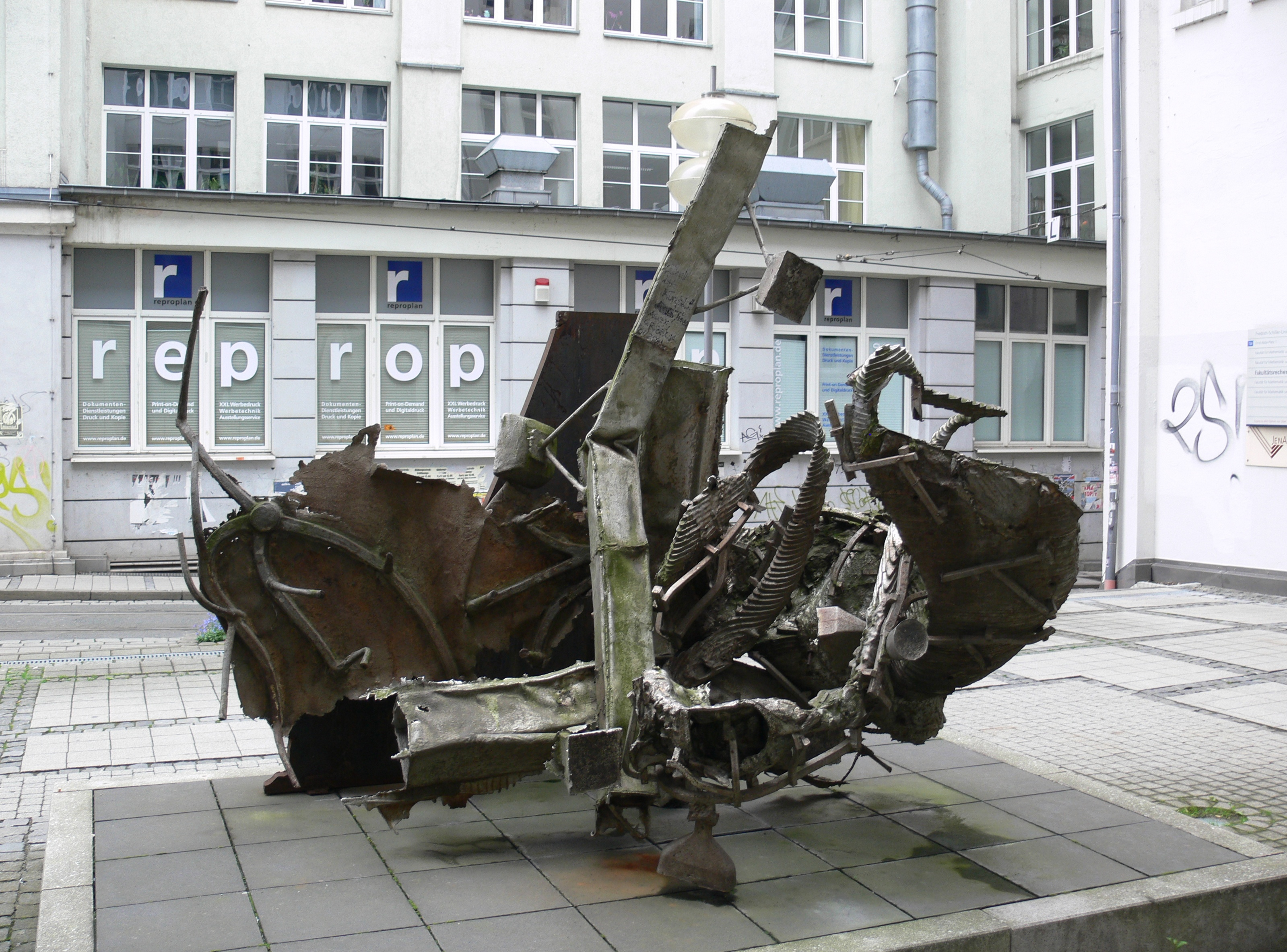
Stella, Peekskill, 1995; escultura de aço premium em Ernst-Abbe-Platz em Jena, Alemanha
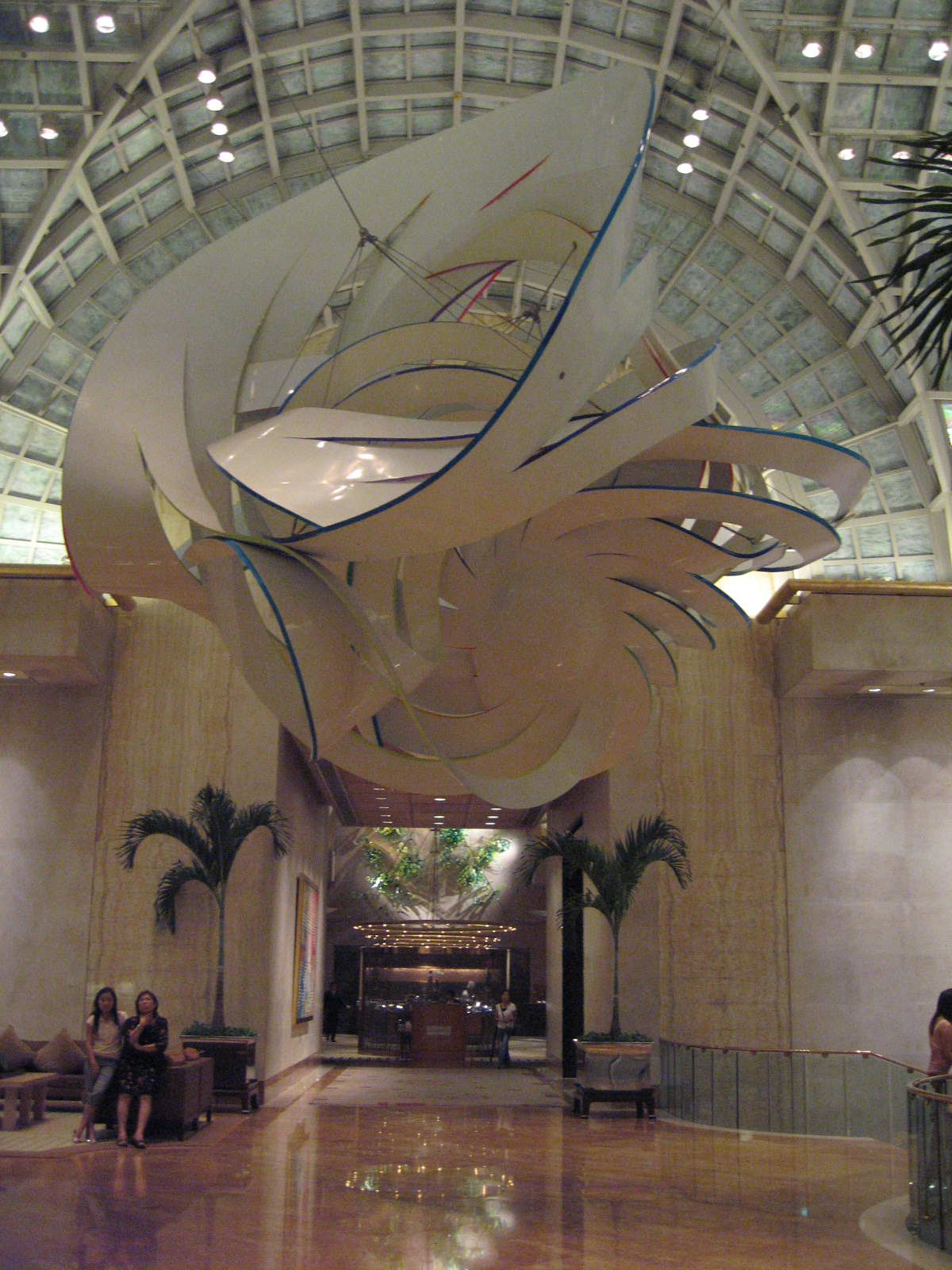
Stella, Cornucópia, c. 2000; escultura em fibra de vidro
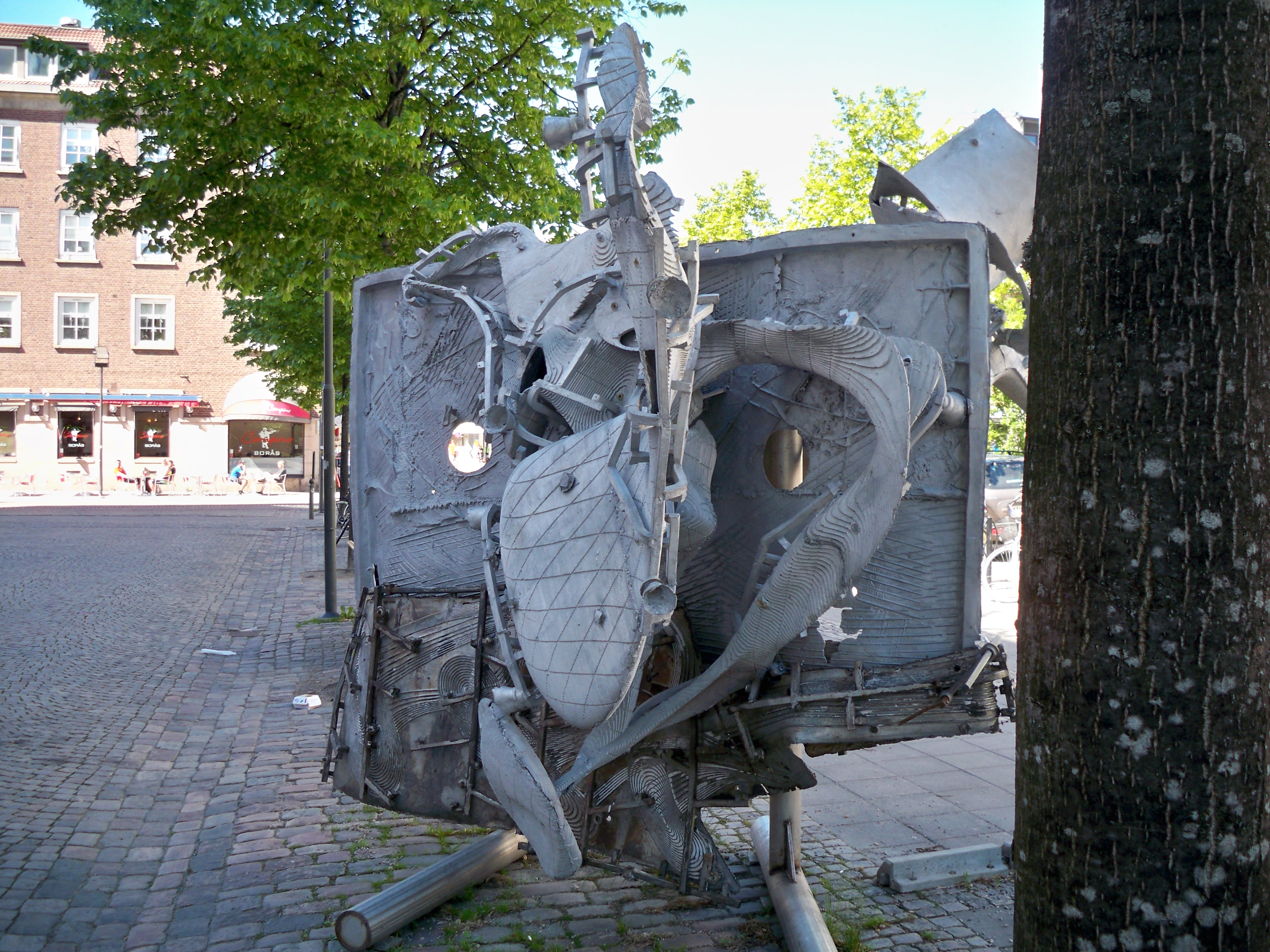
Stella, Çatal Hüyük, 2008; localização, Hallbergsplatsen, Borås